# Kalush
Kalush (укр. Калуш) — украинская рэп-группа, основанная в 2019 году. Kalush Orchestra, сайд-проект группы Kalush, представлял Украину на «Евровидении-2022» с песней «Stefania» и одержал победу в конкурсе.

## История
Первый клип группы на песню «Не маринуй» был выпущен на её официальном канале в YouTube 17 октября 2019 года. Режиссёр клипа Delta Arthur — режиссёр многих видео украинской рэп-исполнительницы Alyona Alyona. Клип был снят на улицах Калуша, и перед выходом Alyona Alyona анонсировала его на своей странице в Instagram.

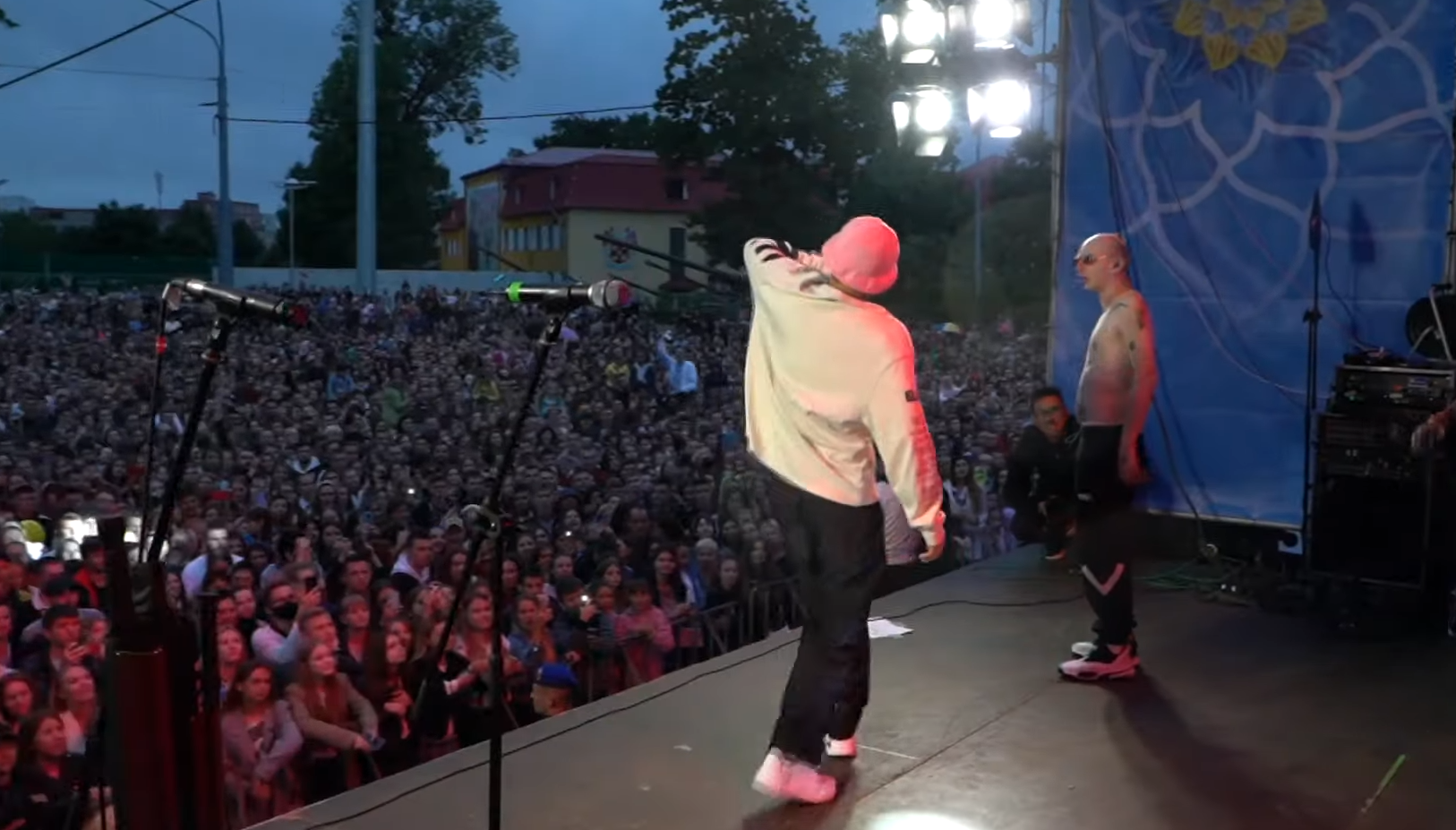
Kalush на праздновании Дня независимости Украины во Львове

После выхода в ноябре 2019 года второго клипа «Ти гониш» группа Kalush подписала соглашение о сотрудничестве с американским хип-хоп-лейблом Def Jam, входящим в Universal Music Group.
6 декабря 2019 года группа приняла участие в концерте Alyona Alyona, исполнив «Гори», «Не маринуй» и «Ти гониш». 9 декабря было выпущено видео на песню «Горы», которую участники группы исполнили вместе с Alyona Alyona. За 12 дней видео набрало 1,2 миллиона просмотров на YouTube.
19 февраля 2021 года появился дебютный альбом группы под названием HOTIN.
23 июля 2021 года Kalush совместно с рэпером Skofka выпустила свой второй альбом под названием «Йо-Йо».

## Kalush Orchestra

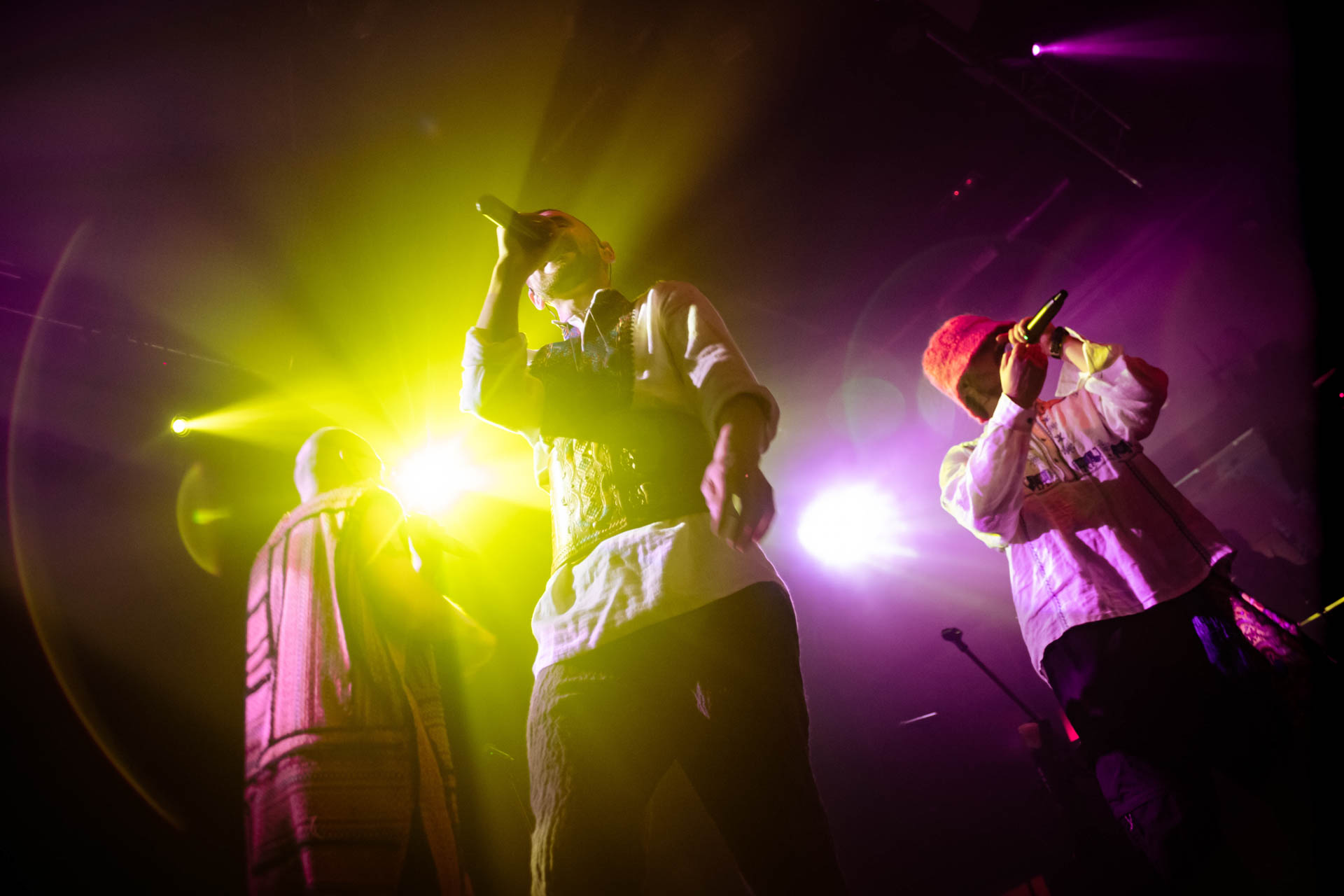
Kalush Orchestra в Гданьске, 2022 год

В 2021 году стало известно о запуске параллельного проекта — Kalush Orchestra. В отличие от основного коллектива, эта группа делает акцент на рэп с фольклорными мотивами и украинскую аутентику. Обе группы имеют общих участников. К участникам Олегу Псюку (вокал, тексты), МС Килиммену (диджей) и Джонни Дивному добавились мультиинструменталисты Тимофей Музычук и Виталий Дужик. Ещё один музыкант Игорь Диденчук играл в Kalush изначально, а теперь сфокусировался на Kalush Orchestra.
В 2022 году на крыше железнодорожного вокзала Калуша установили розовую панаму в честь Kalush Orchestra.
26 октября 2022 года участники группы Kalush Orchestra встретились с Арнольдом Шварценеггером, который позже появился в их клипе «Щедрий вечір».

### Евровидение-2022

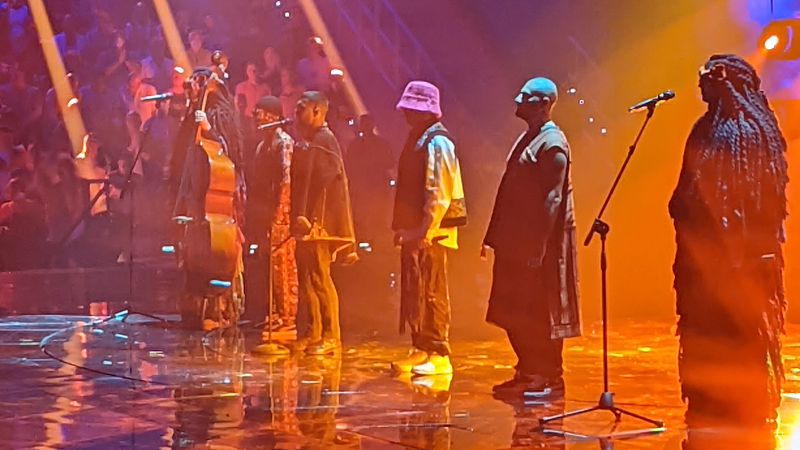
Kalush Orchestra на песенном конкурсе «Евровидение-2022»

12 февраля 2022 года проект Kalush Orchestra соревновался за право представлять Украину на песенном конкурсе «Евровидение-2022» с песней «Stefania». В финале Нацотбора группа заняла второе место с 14 баллами (6 от жюри и 8 от зрителей), однако победившая в отборе Алина Паш отказалась от участия в конкурсе. 22 февраля 2022 года было официально подтверждено участие Kalush Orchestra на «Евровидении-2022».
В финале «Евровидения-2022» группа Kalush Orchestra одержала победу, по суммарным итогам зрительского голосования и жюри получив 631 балл. Приз «Хрустальный микрофон» был продан на аукционе за 900 тыс. долларов США; вырученные деньги пошли на приобретение беспилотников для Вооружённых сил Украины. Впоследствии группа отправилась в рекламный тур по Европе и Северной Америке, чтобы привлечь внимание к войне и собрать пожертвования для усилий Украины по борьбе с российским вторжением.

## Участники
В группу входят Олег Псюк (aka Псючий Сын) — основатель и солист (род. 16 мая 1994), Игорь Диденчук — мультиинструменталист (род. 29 декабря 1998) и МС Килиммен. Группа была названа в честь Калуша, родного города Олега Псюка.

## Дискография

### Альбомы
- Hotin (2021)[21]
- «Йо-Йо» (при уч. Skofka) (2021)

### Синглы
- «Не маринуй» (2019)
- «Ty Gonysh» (2019)
- «Гори (Gory)» (при уч. Alyona Alyona) (2019)
- «Кент (Kent)» (2020)
- «Тіпок (Tipok)» (2020)
- «Вірус (Virus)» (2020)
- «Вайб (Vibe)» (2020)
- «Стержень (One Core)» (при уч. Alyona Alyona, OTOY, Шершень и другие) (2020)
- «Góry» (2020)
- «В тренді пафос (Pafos)» (2020)
- «BIMBO» (2020)
- «Таких як я (Takyh Yak Ya)» (при уч. Ярмака) (2020)
- «Зорi» (2020)
- «Вода» (при уч. Alyona Alyona) (2020)
- «Otaman» (при уч. Skofka) (2020)
- «Балабон» (при уч. Panini) (2020)
- «Не забуду» (2021)
- «Пірнаю» (при уч. Станіславська) (2021)
- «Ти мала не думала» (при уч. Pauchek) (2021)
- «Додому» (при уч. Skofka) (2021)
- «Давай начистоту» (при уч. Skofka) (2021)
- «Не напрягайся» (при уч. Skofka) (2021)
- «Файна» (при уч. Skofka) (2021)
- «Маяком» (при уч. Skofka) (2021)
- «Я йду» (при уч. Skofka) (2021)
- «Таксі» (при уч. Кристины Соловий) (2021)
- «Хвилі» (при уч. Jerry Heil) (2021)
- «Перемога» (при уч. Океан Ельзи) (2021)
- «Мала в 19» (2021)
- «Майбутність» (при уч. Артёма Пивоварова) (2022)
- In The Shadows Of Ukraine (при уч. The Rasmus) (2022)

## Видеоклипы
- KALUSH — Давай начистоту (feat. Skofka) 2021
- KALUSH — Файна (feat. Skofka) 2021
- KALUSH — Додому (feat. Skofka) 2021
- Kalush Orchestra — Shtomber Womber 2021
- KALUSH — Калуські вечорниці 2021
- Kalush Orchestra — Stefania 2022
- Kalush Orchestra & The Rasmus — In The Shadows of Ukraine
- Kozak Siromaha feat. Kalush — Сіромаха (2023)

#### Kalush Orchestra
- «Штомбер Вомбер» (2021)
- «Stefania» (2022)

## Награды и достижения

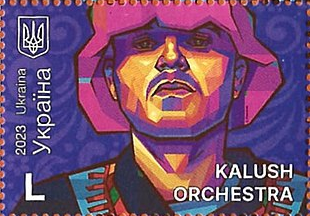
Kalush Orchestra на почтовой марке Украины, выпущенной в 2023 году

- 2021 — музыкальная премия Top Hit Music Awards, победа в номинации «Открытие года»
- 2021 — музыкальная премия Top Hit Music Awards, победа в номинации «Лучшая группа YouTube Ukraine»
- 2021 — музыкальная премия Top Hit Music Awards, победа в номинации «Открытие года YouTube Ukraine»
- 2022 — победа на «Евровидении-2022» в Италии (как Kalush Orchestra)